# Richard Schiff

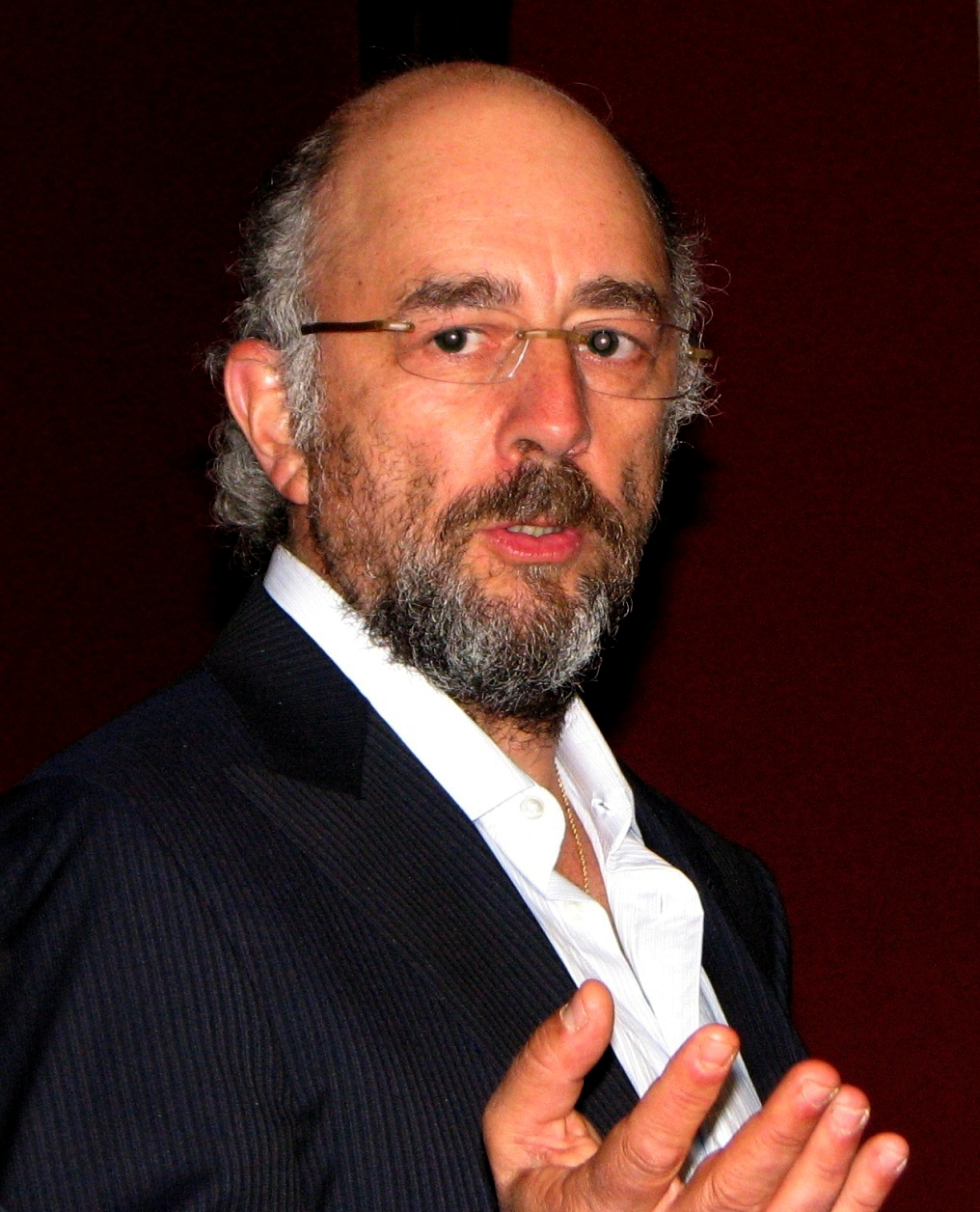
Richard Schiff en mayo de 2009.

Richard Schiff (Bethesda, Maryland; 27 de mayo de 1955) es un actor estadounidense. Es conocido por interpretar a Toby Ziegler en la serie dramática de la NBC El ala oeste de la Casa Blanca, papel por el que ganó un premio Emmy. Schiff también hizo su debut como director dirigiendo uno de los capítulos de la serie Talking Points.

## Biografía

### Vida personal
Schiff, el segundo de tres hijos, nació en Bethesda, Maryland. Hijo de Charlotte, una ejecutiva de televisión y publicidad, y Edward Schiff, un abogado inmobiliario, que se divorciaron cuando Schiff contaba 12 años. Dejó el instituto pero más tarde obtuvo un diploma equivalente. Estudió por un tiempo en The City College of New York (CCNY) en 1973, pero no tenía mucho interés y no se presentó a los exámenes finales. Se mudó a Colorado, donde trabajó como empleado forestal desbrozando el monte. En 1975 regresó a Nueva York, donde volvió a estudiar actuación en el CCNY y aceptado finalmente en el programa de teatro. Schiff y su familia son judíos.
En 1993, Schiff conoció a su esposa Sheila Kelley durante las audiciones para la obra Antigone. Se casaron en 1996 y tienen un hijo, Gus y una hija, Ruby.
Es miembro de toda la vida del partido demócrata. Apoyó la candidatura de Barack Obama en las elecciones presidenciales norteamericanas de 2008. Previamente había apoyado al senador Joe Biden hasta la caída de este.

### Carrera
Inicialmente Schiff era reacio a actuar y estudió dirección. Dirigió multitud de obras fuera del circuito de Broadway, incluyendo Antigone en 1983 con una recién graduada Angela Bassett. A mediados de los 80 (según Schiff), superó su renuencia y decidió probar a actuar. Como resultado tenemos múltiples personajes tanto en televisión como en el cine. Fue visto por Steven Spielberg en un episodio de la serie dramática High Incident, por lo que le ofreció actuar en la secuela The Lost World: Jurassic Park (1997). Su carrera comenzó a escalar hasta coprotagonizar The West Wing en el papel de director de comunicaciones Toby Ziegler, papel que al principio no le agradaba sobre todo por el hecho de estar atado a una serie. Pero gracias al productor de la serie Thomas Schlamme y al haber visto en la audición a Allison Janney, Schiff aceptó.
En 1995 Schiff ganó reconocimiento representando al abogado de Kevin Spacey en Se7en. En 1996 actuó como estrella invitada en Urgencias (temporada 2, episodio 17). También apareció en Policías de Nueva York al año siguiente. En 1996 interpretó a un fiscal corrupto en City Hall junto a Al Pacino, recomendación de Pacino fue su contratación para este papel y John Cusack. También interpretó junto a Eddie Murphy la versión de Dr. Dolittle en 1998. Otras interpretaciones son: Robert Laurel Smith en 1998 (The Pentagon Wars), Don Beiderman en Deep Impact, y en un episodio de Becker durante la primera temporada. En 2001 participó en la película What's de Worst that could happen?.
En 2004 interpretó al productor Jerry Wexler en la película Ray que le daría más tarde un premio Oscar a Jamie Foxx.
Después de trabajar durante seis temporadas decide abandonar The West Wing ya sin el escritor original Aaron Sorkin, ya que al papel de Richard "Toby" se lo empezó cada vez más a descuidar hasta tal punto que en su salida del show lo convirtieron en un soplón, lo cual provocó en Schiff un total desacuerdo. Los roces con los guiones y su necesidad de cambio provocaron su salida del programa. Si bien apareció en un par de episodios, el papel de Richard fue borrado hasta el último episodio en que el presidente Barlet (Martin Sheen) lo indulta por su traición.
En 2006 siguiendo su sueños de hacer cine trabajó en la película Civic Duty junto a Peter Kraust.
Schiff tiene un cameo memorable interpretándose a sí mismo en el final de la segunda temporada de Entourage. La escena muestra a Schiff comiendo con su agente Ari Gold, mientras le indica que desea interpretar películas de acción.
En 2006 actuó en Underneath the Lintel una obra de teatro en los Estados Unidos y posteriormente en el Duchess Theatre de Londres. También apareció en el show de Simon Mayo en BBC Radio Five Live hablando largo y tendido sobre sus apariciones en El Ala Oeste y su nuevo proyecto en el West End. En 2007 apareció como Philip Cowen en el final de la primera temporada de Burn Notice. El 5 de enero de 2008 la BBC Radio 4 emitió Underneath the Lintel, interpretado por Schiff. También apareció en Talley's Folly de Lanford Friedman en el McCarter Center en Princeton, New Jersey, en el otoño de 2008. Más tarde, ese mismo año, Schiff coprotagonizó Last Chance Harvey con Dustin Hoffman y Emma Thompson, y Another Harvest Moon con Ernest Borgnine.
Schiff ha interpretado recientemente a Charles Fischer en Terminator: The Sarah Connor Chronicles en la temporada 2, episodio Complications. Su personaje era un colaborador de Skynet y traidor a la resistencia. Fue enviado hacia atrás en el tiempo a nuestros días como recompensa por los servicios prestados a Skynet. Recientemente ha actuado como un rabino ortodoxo en un episodio de In plain Sight con la antigua compañera de reparto de El Ala Oeste Mary McCormack. En 2008 coprotagonizó películas como Imagine that con Eddie Murphy y Solitary Man con Michael Douglas y Susan Sarandon. En 2010 protagonizó dos estrenos uno con rol coprotagónico The Infidel, una película escrita por David Baddiel y protagonizada junto con Omid Djalili, una comedia de carácter religioso donde un musulmán descubre que es adoptado y judío y cuyo único lapso hacia la cultura judía es Lenny, un taxista americano que trabaja en Londres (Richard Schiff), película de estreno mundial a principios de abril de 2010 y a mediados del mismo año el estreno de We want sex, título que fue cambiado a Made in Dagenham, una película basada en la huelga de 1968 en la planta de automóviles Ford Dagenham, coprotagonizada por Bob Hoskins, entre otros.
Entre 2010 y 2011 Richard ha aparecido en un par de series tanto británicas como americanas, entre ellas Svetlana, una serie tipo B basada en una madame de Hollywood que atraviesa un sinfín de disparatados problemas; entre las británicas figura Any Human Heart donde interpreta a un psicólogo; The Cape una serie típicamente americana de superhéroe donde Richard hace de un comisionado que tiene defender las cárceles de un poderoso que quiere apoderarse de ellas; White Collar es otra que todavía no ha tenido su estreno en Latinoamérica y Criminal Minds: Suspect Behavior. Esta serie, al igual que la anterior, tampoco ha tenido su estreno en Latinoamérica.
En 2011 participa en la segunda película de Johnny English titulada Reborn. Durante este año hace mucha televisión y distintas apariciones como es el caso de Up All Night, The Cape y una película para TNT llamada Inocent con Bill Pullman como el protagonista del escritor que hizo (se presume inocente) actuada en la década de los 80s por Harrison Ford y su viejo amigo John Spencer.
En 2012 aceptó el papel en la serie de The Show Time titulada House of Lies y protagonizada por Don Cheadle, amigo de Richard. El rol si bien no fue recurrente como el de Toby Ziegler tiene su carisma, no estuvo en los doce capítulos que duró la temporada pero sus apariciones fueron memorables, tal es así que en su última aparición tuvo que defecar en el portafolios de Chandle. Debido a que en esa aparición improvisó la frase "has declarado la 3.ª guerra mundial" le han ofrecido que vuelva para la segunda.
Interpretó al Rey Leopold en One Upon a Time en dos capítulos, Schiff por lo que dijo fueron sus hijos quienes decidieron que se haga posible su aparición en la serie ya que quedaron encantados con la misma. En alguna entrevista le preguntaron si alguna vez había hecho de rey y solo respondió "en mi cama".
También se estrena Knife Fight, una película que vuelve a encontrarlo con su compañero de The West Wing esa dupla que todo el mundo que vio la serie recuerda con cariño es decir Rob Lowe. Fue presentada en el TriBeCa y de su comercialización internacional no se sabe nada todavía.
Hace una aparición en el final de temporada de Navy: investigación criminal como un terrorista que trata de vengar la muerte de su hijo y que pone a trabajar a Mark Harmon para capturarlo. Algo peculiar de este maléfico personaje interpretado por Richard es que el papel de su exesposa en el capítulo lo interpreta su esposa en su vida real la actriz Sheila Kelley.
En 2016 aparece en la serie de televisión Dirk Gently's Holistic Detective Agency y en 2017-2023 interpreta en The Good Doctor a un presidente de hospital que intenta integrar en su equipo al Dr. Shaun Murphy, un médico con autismo.